# Volvo VN / VT / VHD
З 2002 р. на заводі New River Valley в Дабліні, штат Вірджинія, американське відділення Volvo Trucks збирає гаму капотних магістральних сідлових тягачів VN (4x2 / 6x4), уніфікованих з європейською серією FM та FH12 і повністю відповідних американським нормам і вимогам. 

## Перше покоління (1996–2024)

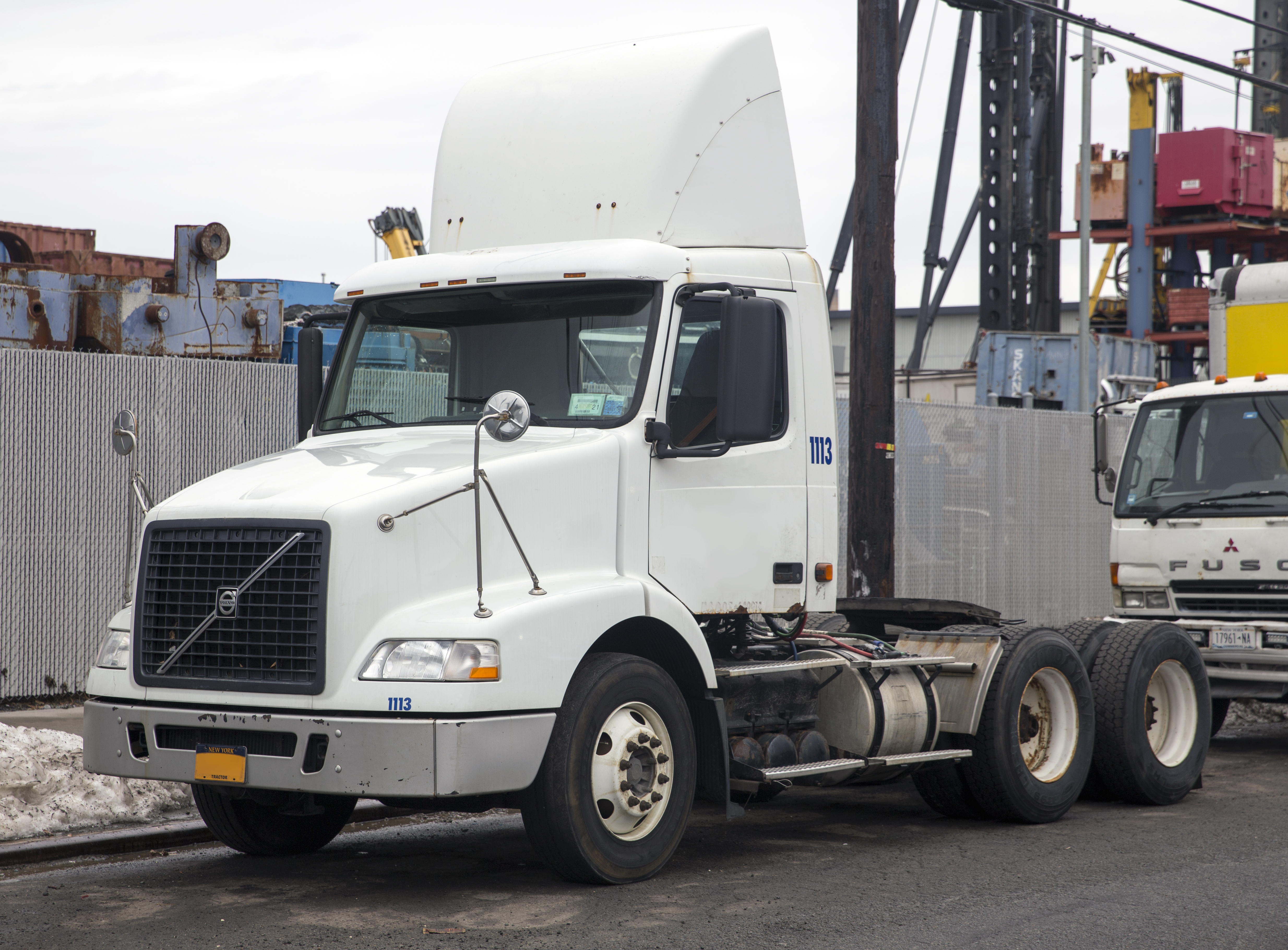
Volvo VNL64T (1996-2002)

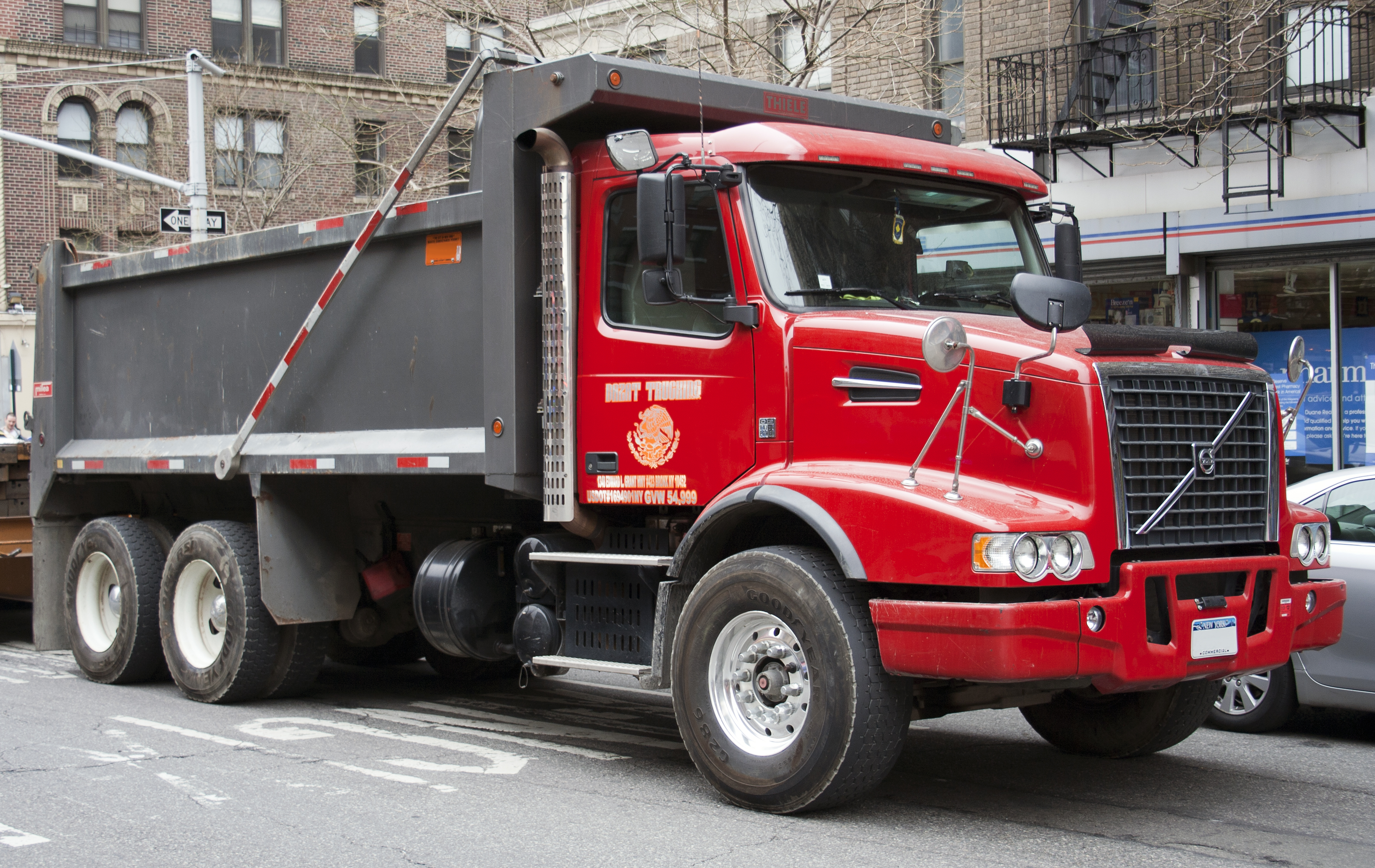
Volvo VHD самоскид

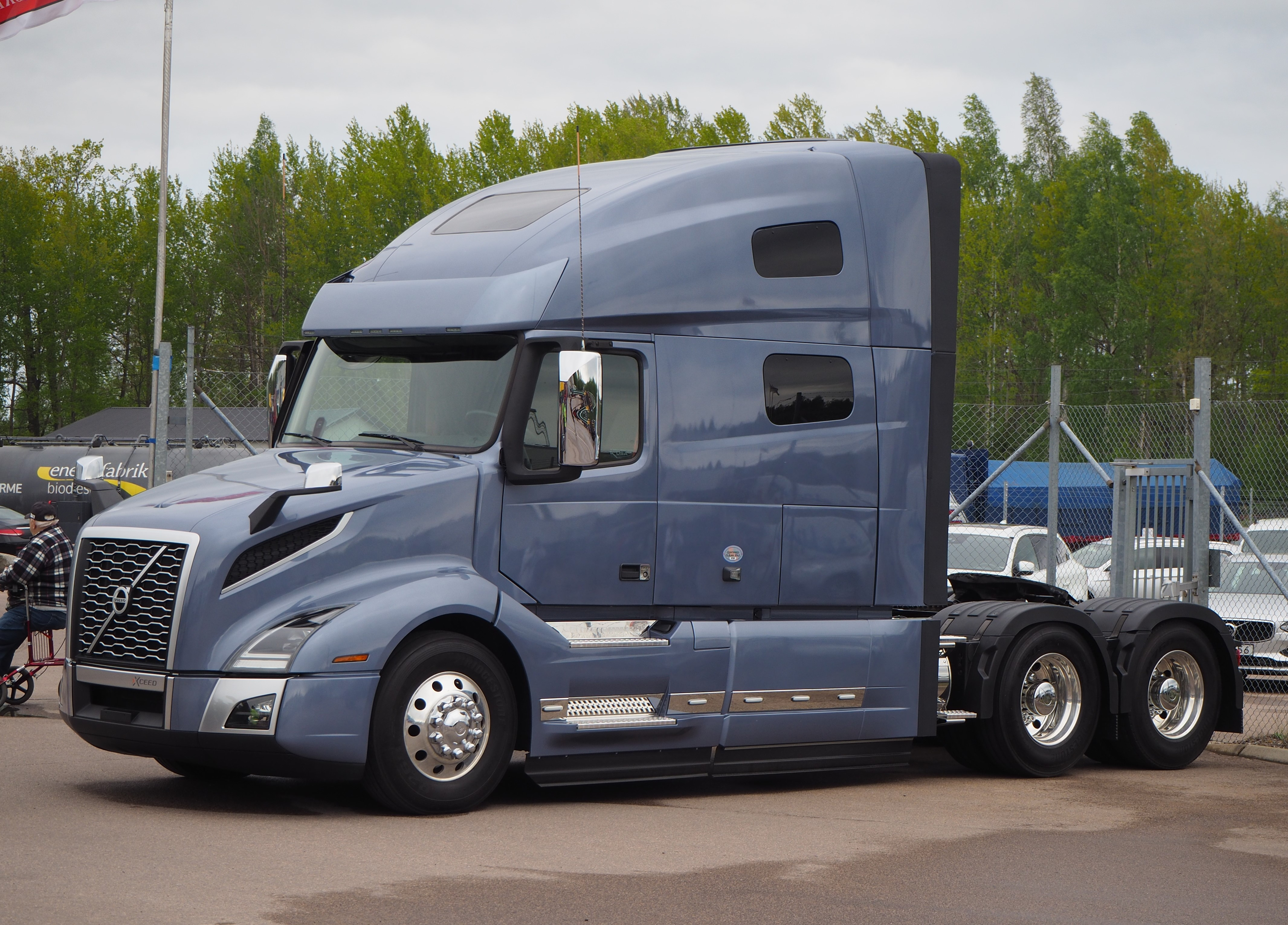
Volvo VNL760 (2018-2024)

Повна маса тягачів становить 15,9-23,6 т, автопоїздів — до 56,7 т. Найпростіші версії VNM200 і VNL300 для місцевого сполучення з короткою денною кабіною розрізняються довжиною капота і відстанню від бампера до задньої стінки кабіни — 2870 і 3124 мм відповідно. Варіанти VNM / VNL430 і VNM / VNL630 забезпечені кабінами різної висоти і спальними відсіками довжиною 1,1 м. Магістральні сідлові тягачі VN670 і VN780 мають місткі житлові відсіки довжиною 1550 і 1960 мм з найбільш комфортним оснащенням. Від класичних американських магістральних вантажівок вони відрізняються досконалими аеродинамічними формами з обтічними решітками радіаторів, округленими трисекційними бамперами, гнутими вітровими стеклами і відсутністю очисників повітря на крилах.
Для скорочення власної маси автомобілі забезпечені полегшеними рамами і алюмінієвими кабінами. На них використовуються 12-літрові двигуни Volvo VED12 потужністю 365-465 к.с. або Cummins ISX (385-585 к.с.) із системою рециркуляції відпрацьованих газів (EGR), різні коробки передач з числом ступенів від 9 до 18, ресорна або пневматична підвіска. У 2005 р. розпочато випуск тягача VT880 (6x4) з інтегрованим спальним відсіком довжиною 1960 мм, в якому, крім всіх атрибутів комфорту, вперше вмонтований умивальник. У серпні 2005 р. з'явився його спрощений варіант VT800 для місцевих перевезень з коротшою на 200 мм денною кабіною. Базовим двигуном для них є 16-літровий двигун Volvo американської збірки потужністю 500, 550, 600 або 625 к.с. з системою EGR, за замовленням монтується дизель Cummins ISX (475-585 к.с.). У програму входять також самоскиди та будівельні шасі VHD (4x2 / 6x6) з двигунами Volvo або Cummins потужністю 339-471 к.с. і механічною 10-ступінчастою коробкою передач.

### VNR Electric
У грудні 2020 року Volvo випустила VNR Electric, електричну версію регіональної вантажівки VN з акумуляторним приводом. Максимальний запас ходу становить 150 миль (240 км) від акумулятора ємністю 264 кВт/год.
В січні 2022 року дебютувала оновлена модель електрокара з робочим діапазоном 230-275 миль на одній зарядці, залежно від робочих циклів. Електродвигун видає 455 к.с., а батарея 375-565 кВт*год.

## Друге покоління (2024–тепер)

Volvo VNL (з 2024)

23 січня 2024 року компанія Volvo Trucks представила VNL другого покоління. Дизайн абсолютно нової моделі з такими вдосконаленнями, як цифрові дзеркала та повністю цифровий дисплей на приладовій панелі, а також численні покращення безпеки та аеродинаміки. Вантажівка доступна з двигуном D13 з чотирма варіантами потужності від 405 до 500 кінських сил (302 і 373 кВт) і трьома варіантами крутного моменту від 2370 до 2640 Н⋅м. Новий VNL також оснащений оновленою трансмісією I-Shift, яка, за словами Volvo Trucks, перемикає на 30% швидше.
VNL другого покоління також має чотири варіанти обробки: Core, Edge, Edge Black і Ultimate. Пропонується шість конфігурацій кабіни, включаючи денну кабіну, спальні місця довжиною 42, 64 і 74 дюйми та дві висоти спальних місць: середня кабіна для будь-якої довжини та повна висота лише для довжини 64 і 74 дюйми.
Виробництво почалося на заводі в Нью-Рівер-Веллі 3 жовтня 2024 року.

## Двигуни
- Caterpillar  3406E
- Cummins ISX15
- Cummins N-14
- Cummins Signature 600
- Detroit Diesel Series 60
- Volvo D11, 12, 13 і 16

## Зноски
1. ↑  Volvo VN\VT. Архів оригіналу за 16 квітня 2008. Процитовано 16 квітня 2010. [Архівовано 2008-04-16 у Wayback Machine.]